# Јополо-Сирото (Вибо Валенција)
Јополо-Сирото је насеље у Италији у округу Вибо Валенција, региону Калабрија.
Према процени из 2011. у насељу је живело 15 становника. Насеље се налази на надморској висини од 142 м.